# Aramis Brito
Aramis Brito Bezerra Júnior (Itaguaí, 26 de novembro de 1964) é um político brasileiro, filiado ao Partido Humanista da Solidariedade. 
Atualmente pastoreia a Igreja Reformada Água da Vida em Itaguaí. 

## Carreira política
O início da carreira política aconteceu em 2011 com a filiação ao PSC. No ano seguinte candidatou-se a prefeito de Itaguaí, pelo Partido Social Cristão, obtendo a terceira colocação, perdendo para Alexandre Valle, então PMDB, e para vencedor da disputa, Luciano Mota. Em 2014, candidatou-se a deputado estadual, sendo eleito 1º suplente da sua coligação entre PSC-PTC. 
Com a cassação do prefeito Luciano Mota, por corrupção, o vice-prefeito, Weslei Pereira, assumiu a prefeitura e convidou Aramis para seu secretariado. 
Aramis, assumiu a secretaria de Assistência Social do município de Itaguaí permanecendo até abril de 2016.
Aproveitando a janela partidária aprovada durante a Reforma política de 2015, Aramis mudou-se para o PHS. Concorreu na eleição de 2016 a vice-prefeito na chapa de reeleição de Weslei, mas esta chapa foi derrotada.
Quando em fevereiro de 2017, Thiago Pampolha assumiu o cargo de secretário no Governo Pezão, Aramis assumiu o mandato de deputado.

## Obras
Aramis tem quatro livros escritos e publicados:  
- “Quem é Jesus?”
- “Será que eu posso ser feliz?”
- “Cristianismo dia a dia”
- “Politicamente incorreto” (2011)